# Polyptyque de saint Vincent Ferrier
Le  Polyptyque de saint Vincent Ferrier (en italien, Pala ou Polittico di San Vincenzo Ferrer) est une œuvre polyptyque peinte à tempera sur bois attribuée à Giovanni Bellini, datable de 1464-1470 et exposée dans la basilique San Zanipolo à Venise.

## Histoire
Le polyptyque a été probablement réalisé en 1464 pour l'autel de la basilique dédié à saint Vincent Ferrier. Le saint, dominicain, avait été canonisé en 1458 et l'ordre s'était lancé dans une action de propagande afin d'affirmer son culte. Le retable fait partie de cette campagne de promotion.
L'autel avait été achevé 1464, selon un document cité par Fogolari en 1932. L'attribution du polyptyque à Giovanni Bellini fait l'unanimité. Néanmoins des signes d'interventions d'autres mains sont perceptibles dans la prédelle, peut-être Lauro Padovano. Les sources anciennes sont concordantes comme celle de Francesco Sansovino en 1581. Certains historiens comme Van Marle et Gronau remarquant une différence de style ont émis l'hypothèse qu'il existe un écart chronologique sensible entre les divers panneaux.

## Description
Autour de Saint Vincent Ferrier du panneau central figurent, à gauche et à droite sur le même niveau, Saint Christophe et Saint Sébastien.
Le registre supérieur affiche un Christ de douleur (ou Pietà) encadré par une Annonciation d'encadrement (ange annonciateur à gauche, Vierge annoncée à droite). Au-dessus de la Pietà, il y avait à l'origine une lunette montrant Dieu le Père, vers laquelle Marie dirigeait son regard ; cela a été enregistré en 1664 par Boschini, mais perdu plus tard. 
Giovanni Previtali (« La périodisation dans l'art italien » (Einaudi ed. 1979) constate l'humanisation en acte dans la peinture italienne : « [Dans ce polyptyque] nous trouvons déjà, parfaitement accomplie, une révolution picturale. Ce ne sont pas le dessin et les raccourcis, mais la perspective, la lumière et la couleur qui constituent les moyens permettant de considérer autrement l'homme dans la nature, ou, plus exactement, dans la campagne. L'humanisation du sujet sacré est chose bien différente de son travestissement en vêtements antiques : les saints, la Vierge et le Christ lui-même deviennent des hommes, et non des héros ou des héroïnes [...] »
La prédelle montre différentes panneaux de la vie de saint Vincent Ferrier :
- San Vincenzo salva un'annegata, [Saint Vincent sauve une noyée]
- ... resuscita i morti sotto le macerie, [... ressuscite les morts sous les décombres]
- ... redime con le parole un uomo e una donna colpevoli di un delitto salvando le loro anime, [... il rachète par des paroles un homme et une femme coupables d'un crime, et sauve ainsi leur âme]
- ... resuscita un bambino [... il ressuscite un nouveau-né]
- ... libera i prigionieri. [ et libére des prisonniers.]

Prédelle entière
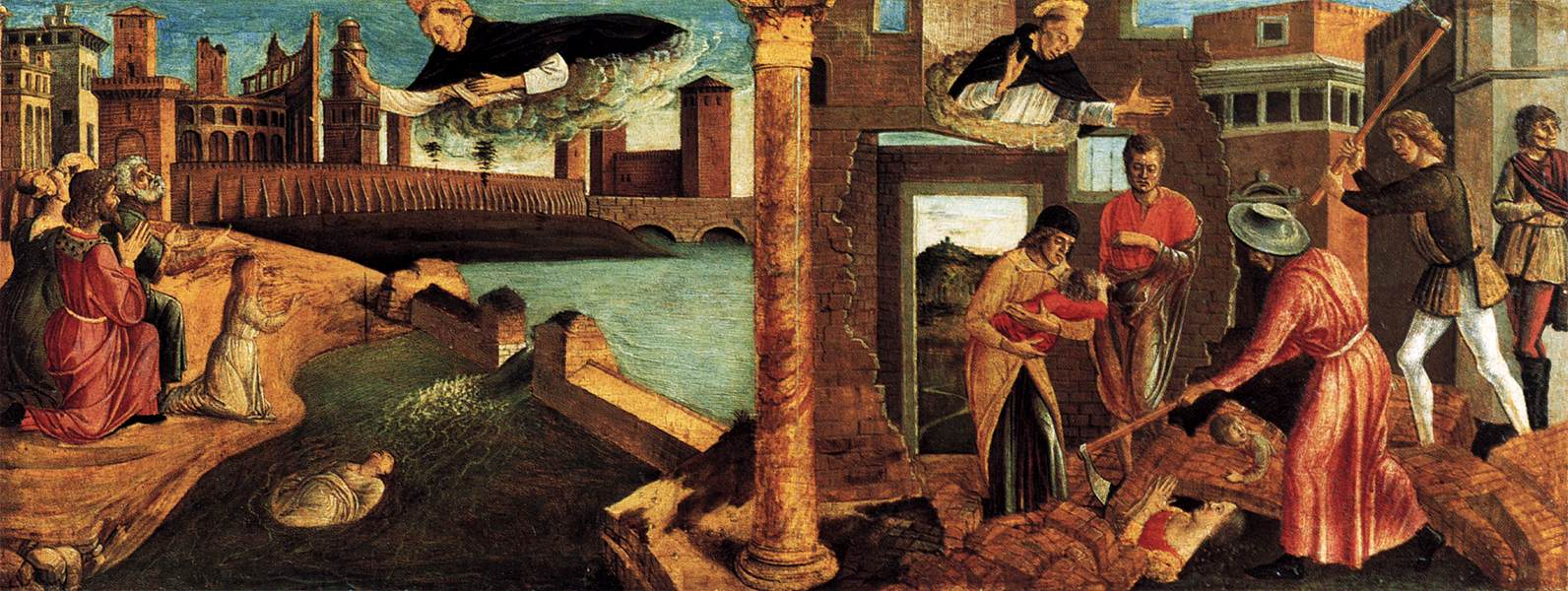
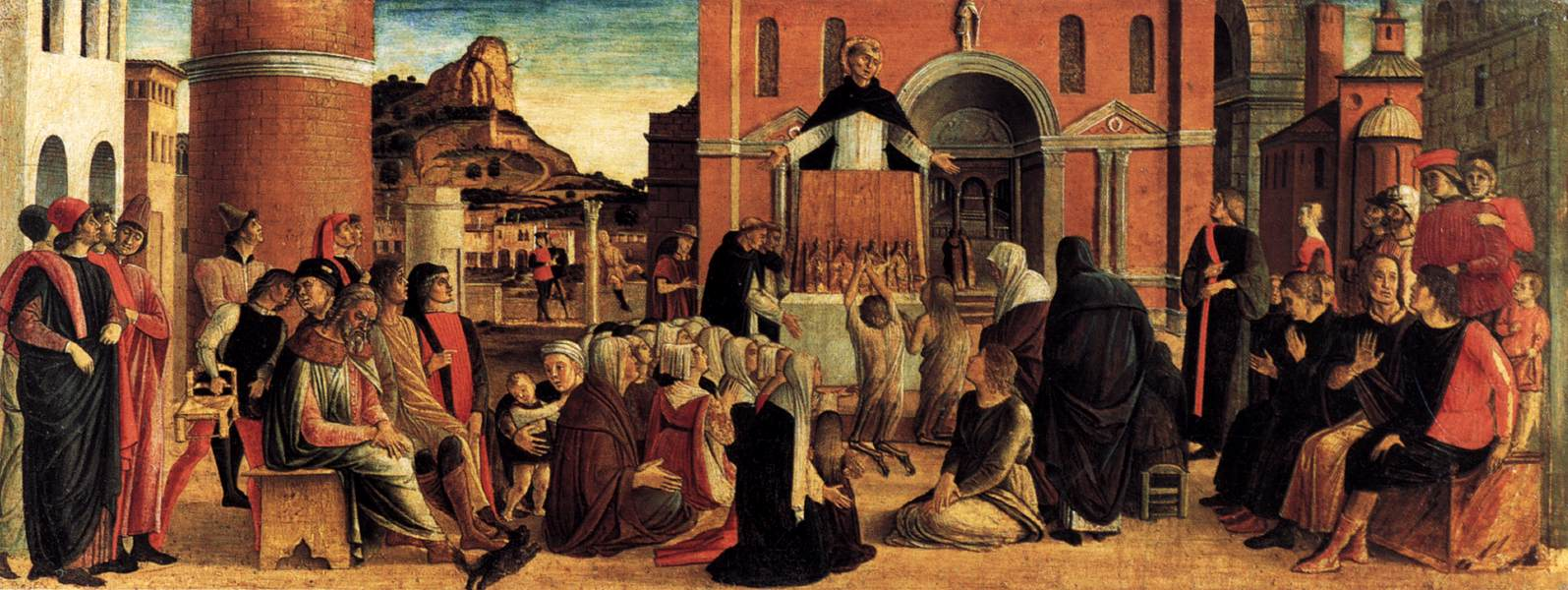
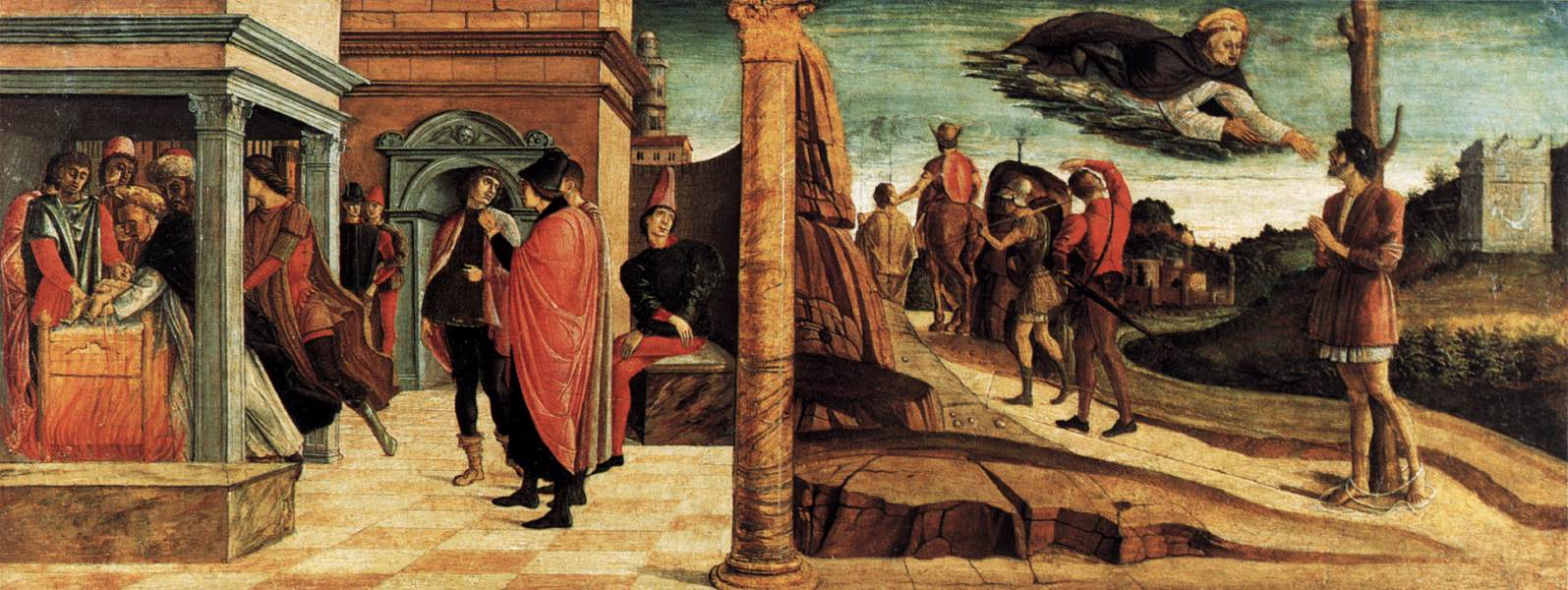